# Som mannen och kvinnan
Som mannen och kvinnan är en vigselpsalm av Jan Arvid Hellström från 1970. Psalmen utgörs av en bön, egentligen endast brudparets, men när den sjungs i församlingen blir den till allas bön, både giftas och ogiftas. 
Melodin från år 1975 (6/4, F-dur) är av Karl-Olof Robertson.
Ursprungligen hade psalmen fem strofer, men i 1986 års psalmbok är det endast fyra. Slutstrofen: "Vi ber om din hjälp när vi tröttas och faller" ströks, dock ej i finlandssvenska psalmboken. 
Texten är fri från upphovsskydd 2064.

## Publicerad som
- Nr 85 i Den svenska psalmboken 1986, 1986 års Cecilia-psalmbok, Psalmer och Sånger 1987, Segertoner 1988 och Frälsningsarméns sångbok 1990 under rubriken "Vigsel".
- Psalm i Finlandssvenska psalmboken 1986, nr 464 under rubriken "Hem och familj".